# Walker (rivière de Nouvelle-Zélande)
Pour les articles homonymes, voir Walker.
La rivière Walker (=anglais : Walker River) est un cours d’eau de la région du Southland, dans l’Île du Sud de la Nouvelle-Zélande.

## Géographie
Elle prend naissance près de Cleughearn Peak et s’écoule vers l’est dans le lac Monowai.